# جبل تاهنت
جبل تَاهِنْت جبل يقع بشمال الجمهورية التونسية بولاية بنزرت، جنوب غربي مدينة ماطر وشرق قرية سيدي نصير. يبلغ ارتفاعه 599 م.